# Dolophron
Dolophron är ett släkte av steklar som beskrevs av Förster 1869. Dolophron ingår i familjen brokparasitsteklar.
Kladogram enligt Catalogue of Life och Dyntaxa:
| Dolophron | \| \| Dolophron nemorati \| \| \| \| \| \| Dolophron pedella \| \| \| \| |
|           | \| \| Dolophron nemorati \| \| \| \| \| \| Dolophron pedella \| \| \| \| |
|           | Dolophron nemorati                                                       |
|           |                                                                          |
|           | Dolophron pedella                                                        |
|           |                                                                          |